# Jag spelar vanlig
Jag spelar vanlig är en svensk pop-låt som först framfördes av artisten Olle Ljungström. Låten fanns med på Ljungströms debutalbum som soloartist år 1993. Ljungström skrev själv sångens text, medan musiken komponerades av Ljungström och Heinz Liljedahl.
Trots att låten inte ursprungligen släpptes som singel har den förblivit en av Ljungströms troligen mest kända sånger, kanske framförallt på grund av låtens kontroversiella öppningsrad, «En vanlig dag med heroin / Det räcker för mig...» Låten lär även ha varit en av de allra första som Ljungström och Liljedahl komponerade tillsammans, efter Ljungströms långa uppehåll från rampljuset sedan mitten på 1980-talet.